# Wandelroute GR15

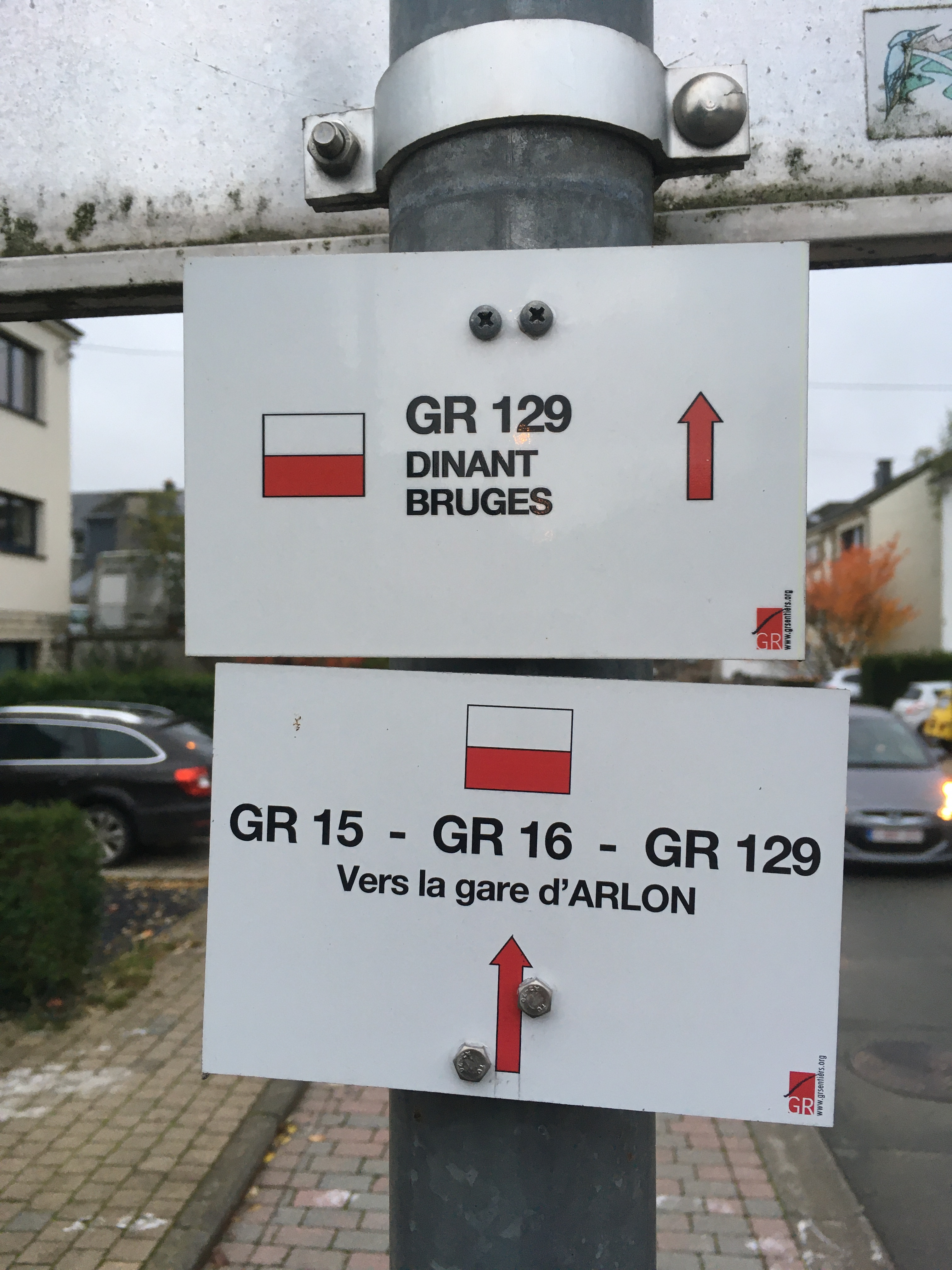

De wandelroute GR15, ook wel aangeduid als Wandeling van de Oostelijke Ardennen, is 229 km lang en loopt in grote lijnen vanaf de Hoge Venen over de Hoge Ardennen tot Arelerland.

## Geschiedenis
In de jaren '60 wilde de Europese vereniging voor Eifel en Ardennen (EVEA) een grote rondwandeling door de 4 landen. Het Duitse Eifelverein en het Luxemburgse Ministerie van Toerisme die taak op zich. In België gaf de Touring Club (TCB) dit door aan het pas opgerichte Comité Belge des Sentiers de Grande Randonnée (de unitaire voorloper van de Waalse SGR). 
De voorloper GR Ardennen EEifel (GR AE) was gepland uit de verbinding vanaf de Luxemburgse grens (Martelange) tot de Semois (Florenville) en deze te volgen tot aan de Franse grens (Bohan) naar de Semoisvallei bij Chiny en Florenville om vervolgens de Semois te volgen tot de Franse grens bij Bohan. Daarnaast was er ook een verbinding vanuit Duitsland (Monschau) naar Eupen over Spa, de Ourthevallei, de Lessevallei en tot De Franse Grens (Givet). In frankrijk zouden de twee dan verbonden worden. De Duitse en Luxemburgse stukken waren in 1965 volledig klaar. 
Bepaalde delen langs de semois bestonden al als TCB-paden. In 1965 werd het eerste nieuwe deel van 47 km gerealiseerd van Werbomont naar Houffalize. Een verlenging tot Werbomont werd in 1974 gerealiseerd. Hierdoor kwam de GR op 65 km. Uiteindelijk wordt in 1989 de verbinding van Houffalize tot aan de Luxemburgse grens in 1989 aangelegd. 
De verbinding tussen Aywaille en de bestaande delen werd pas in 1991 afgewerkt. In 2004 de route omgedoopt van GR AE naar GR15 om in 2007 opgesplitst te worden in de GR 15 (noordelijk deel) en het zuidelijke deel in GR 151 (Martelange - Chiny) en GR 16 (Semoisvallei Aarlen - Monthermé). Het Noordelijke deel de GR 15 werd in 2009 verlengd met 30 km (Martelange - Aarlen) tot 220 km.
In maart 2019 werd het gehele traject tot 229 km gebracht.

## Traject
Het globale verloop van de GR15 is vanaf Monschau in Duitsland: Monschau - Eupen - Polleur -  Spa - Winamplanche -  Remouchamps - Aywaille - Harzé - Werbomont - Grandménil - Odeigne - Dinez-Wilogne - Achouffe - Houffalize - Boeur - Bourcy -  Bastenaken - Lutrebois - Honville - Tintange - Martelange - Nothomb - Attert - Guirsch - Aarlen